# Hemolytische anemie
Hemolytische anemie is een anemie die het gevolg is van hemolyse. Het is een aandoening waarbij de rode bloedcellen sneller worden afgebroken dan het beenmerg ze aanmaakt.
Er zijn vele mogelijke oorzaken, die algemeen geclassificeerd worden in twee groepen: erfelijke en verworven hemolytische anemieën.
De symptomen zijn gelijkaardig aan deze van andere vormen van anemie, vermoeidheid en kortademigheid, maar bijkomend leidt de afbraak van de rode bloedcellen tot geelzucht en verhoogt het de kans op bijzondere langetermijncomplicaties zoals galstenen en pulmonale hypertensie.
Een hemolytische anemie veroorzaakt door het eigen immuunsysteem noemt men een auto-immuun hemolytische anemie (AIHA).